# Medische biologie
Medische biologie is een combinatie van biologie en geneeskunde.
Medische biologie wordt gecombineerd met de studie biologie, waar biomedische wetenschappen een meer op geneeskunde gerichte studie is die wel op zichezelf staat. Biomedische wetenschappers werken vaak in laboratoria in ziekenhuizen of bij de farmaceutische industrie, waar ze fundamenteel of klinisch onderzoek doen naar medicijnen en behandelingsmethoden.
Medische biologie/biomedische wetenschappen is als zodanig ook een studierichting aan verschillende universiteiten en hogescholen in Nederland, zoals:
- Hogeschool van Amsterdam
- Radboud Universiteit Nijmegen
- Rijksuniversiteit Groningen
- Universiteit van Amsterdam
- Universiteit Leiden
- Universiteit Utrecht
- Vrije Universiteit